# Сквіриново
Сквіриново (пол. Skwirynowo) — село в Польщі, у гміні Черніково Торунського повіту Куявсько-Поморського воєводства.
Населення — 166 осіб (2011).
У 1975-1998 роках село належало до Влоцлавського воєводства.

## Демографія
Демографічна структура станом на 31 березня 2011 року:
|          | Загалом | Допрацездатний вік | Працездатний вік | Постпрацездатний вік |
| -------- | ------- | ------------------ | ---------------- | -------------------- |
| Чоловіки | 84      | 15                 | 63               | 6                    |
| Жінки    | 82      | 23                 | 46               | 13                   |
| Разом    | 166     | 38                 | 109              | 19                   |